# Celedonio Flores
Celedonio Esteban Flores (Buenos Aires, 3 de agosto de 1896 - 28 de julio de 1947) fue un poeta argentino, de gran sensibilidad, muy popular letrista de tangos frecuentador de la bohemia porteña. Autor de versos lunfardos y también sentenciosos y moralizantes, entre los que destacaron los tangos Margot, Mano a mano, Mala entraña, Viejo coche, El bulín de la calle Ayacucho, Viejo smoking, Por qué canto así, Malevito, Canchero, Corrientes y Esmeralda, Muchacho, Sentencia, Pobre gallo bataraz, Si se salva el pibe, La mariposa y La musa mistonga. Algunas de sus obras fueron reunidas en los poemarios Chapaleando barro, Pasa el organito y otros volúmenes en los que recreó con vigor y patetismo la vida de la gente humilde.

## Biografía
Celedonio Flores nació en la ciudad de Buenos Aires, en el barrio de Villa Crespo, habitado mayoritariamente por criollos e inmigrantes de diferentes orígenes. En ese activo foco de cultura popular transcurrió su infancia y su adolescencia, convirtiéndose en los años 1920 en un poeta y letrista de gran popularidad y de hábitos bohemios. En su juventud también fue boxeador.
Sus tangos, muchas veces sentenciosos y moralizantes, con descripción de sus personajes, recurrían abundantemente al lunfardo, el argot local de la región del Río de la Plata. Su mejor etapa creativa abarcó hasta principios de los años 1930.
En 1920 envió al diario Última hora, ya desaparecido, un poema titulado "Por la pinta", recibiendo 5 pesos como retribución. Los versos de dicho poema llamaron la atención de Carlos Gardel y de su compañero de dúo, José Razzano, que le pusieron música, creando el tango "Margot". Este era una amarga crítica a la muchacha humilde y bonita que se acomoda y pervierte para escapar de su destino de pobreza.
Gardel grabó 21 temas de Celedonio, entre los cuales se encontraba uno de los mayores éxitos de toda su trayectoria: Mano a mano, tango en el que un varón salda cuentas con la mujer a la que amó y le ofrece su desinteresada ayuda para cuando ella sea descolado mueble viejo. Entre los otros tangos que grabó destacan Mala entraña, El bulín de la calle Ayacucho, Viejo smoking, Malevito, Canchero y Pan. Este último contiene una descarnada crítica social, frente a la miseria que siguió a la crisis de 1930. Gardel se abstuvo por modestia de grabar uno de los mayores éxitos de Flores, Corrientes y Esmeralda, referencia a una famosa esquina de Buenos Aires que forman la Avenida Corrientes y la calle Esmeralda, porque la letra dice: «cualquier cacatúa sueña con la pinta de Carlos Gardel».
Por razones comerciales, durante varios años Flores escribió exclusivamente para Rosita Quiroga, una notable cantante de fuerte carácter arrabalero y poco refinada. Con el paso de los años, los tangos de Celedonio comenzaron a formar parte de los repertorios de numerosos cantantes, desde Ignacio Corsini y Alberto Gómez, hasta Edmundo Rivero y Julio Sosa.
Otras letras que aunaron valor y éxito fueron las de Muchacho, Viejo coche, Sentencia (una canción protesta), Atenti, pebeta (tema de corte humorístico), Pobre gallo bataraz, Si se salva el pibe y Por qué canto así. La musa mistonga, compuesto por Celedonio y grabado por Rosita Quiroga el 1 de marzo de 1926, fue la primera grabación que utilizó el sistema fonoeléctrico en Argentina.

## Represión cultural iniciada por la dictadura de 1943
A partir de 1943 dentro de una campaña iniciada por la dictadura militar de 1943 que obligó a suprimir el lenguaje lunfardo, como así también cualquier referencia a la embriaguez o expresiones que en forma arbitraria eran consideradas inmorales o negativas para el idioma o para el país, Mano a mano fue víctima de los funcionarios que se arrogaban la potestad de aprobar o censurar los textos y, en consecuencia, ya no podía leerse por la radio, grabarse en discos o representarse en películas, libros u obras teatrales. Por ello, la editorial Pirovano, pidió al Negro Cele para someterla al comité de radiocomunicaciones, una nueva letra a la que denomina “con gomina” reemplazando todos los vocablos lunfardos en forma que, por ejemplo, los dos primeros versos quedaron:

Te recuerdo en mi tristeza y al final veo que has sido
en mi existencia azarosa, más que una buena mujer…

En 1949 directivos de Sadaic le solicitaron al administrador de Correos y Telecomunicaciones en una entrevista que se las anularan, pero sin resultado. Obtuvieron entonces una audiencia con Juan Domingo Perón, que se realizó el 25 de marzo de 1949, y el presidente de los argentinos –que afirmó que ignoraba la existencia de esas directivas- las dejó sin efecto.
En octubre de 1953 se aprobó la Ley de Radiodifusión n.° 14 241 que no tenía previsiones sobre el uso del lenguaje popular en radio pero las restricciones en alguna medida continuaban, y motivó la denuncia de SADAIC en enero de 1950 a la irradiación de ciertos temas por Radio El Mundo; no obstante tal denuncia, en 1952 la propia entidad de los autores acordó con las autoridades una lista de canciones populares que por razones de buen gusto o decoro idiomático no debían pasarse por radio; en definitiva, SADAIC no cuestionaba la censura en sí misma sino quién la aplicaba.